# وحشی سکسی دیوانه
وحشی سکسی دیوانه (به انگلیسی: Crazy Sexy Wild) تک‌آهنگی از اینا است که در سال ۲۰۱۲ میلادی منتشر شد.